# Reimlingen
Reimlingen – miejscowość i gmina w Niemczech, w kraju związkowym Bawaria, w rejencji Szwabia, w regionie Augsburg, w powiecie Donau-Ries, wchodzi w skład wspólnoty administracyjnej Ries. Leży około 22 km na północny zachód od Donauwörth, przy drodze B25.

## Zabytki
- zamek Reimlingen

## Demografia
| Rok  | Liczba mieszk. |
| ---- | -------------- |
| 1970 | 1 100          |
| 1987 | 1 069          |
| 2000 | 1 261          |

## Polityka
Wójtem gminy jest Josef Lutz, poprzednio urząd ten obejmował Lorenz Hurler, rada gminy składa się z 12 osób.
|      | CSU/FWG | UWG | Bürger für Reimlingen | Razem |
| 2008 | 10      | -   | 2                     | 12    |
| 2002 | 6       | 6   | -                     | 12    |

## Oświata
W gminie znajduje się przedszkole (75 miejsc) oraz szkoła (5 nauczycieli, 102 uczniów).